# Нотара, Степан Евстафьевич
Степан Евстафьевич Нотара 2-й (28 марта (8 апреля) 1789 — 25 марта (6 апреля) 1838) — участник Наполеоновских войн, капитан. Георгиевский кавалер. Предводитель дворянства Таврической губернии.

## Биография
Из греческих дворян. Сын Евстафия Ивановича Нотары. Обучался в Артиллерийском и инженерном шляхетском кадетском корпусе, из которого выпущен в 1806 году подпоручиком в 7-й артиллерийский полк. Участник русско-турецкой войны (кампания 1808–1810), был в сражениях под Браиловом, Измаилом, Силистрией, Шумлой (за отличие награждён орденом Св. Анны 3-й степени), Рущуком. В 1810 году переведён поручиком в батарейную № 13 роту 13-й артиллерийской бригады.
В 1812 году находился с бригадой в Крыму, в конце года присоединился к войскам П. В. Чичагова. В Заграничном походе 1813–1814 гг. участвовал в сражениях при Бунцлау (награждён орденом Св. Владимира 4-й степени с бантом), Кацбахе, Мейсене, Лейпциге (награждён орденом Св. Георгия 4-го класса), Бар-сюр-Обе (ранен пулей, награждён орденом Св. Анны 2-й степени). 18 апреля 1814 года произведён в штабс-капитаны.
6 апреля 1816 года штабс-капитан батарейной № 36 роты Нотара 2-й вышел в отставку по болезни капитаном. В 1827—1832 годах избирался предводителем дворянства Таврической губернии.
Умер 25 марта (6 апреля) 1838 года, похоронен в Симферополе рядом с родителями на Старом христианском кладбище (могила утрачена).

## Награды
- Орден Св. Анны 3-й (4-й) ст. (1810)
- Орден Св. Владимира 4-й ст. с бантом (1813)
- Орден Св. Георгия 4-го кл. (7 октября 1813; № 2706 по списку Степанова — Григоровича)
- Орден Св. Анны 2-й ст. (1814)
- Знак отличия беспорочной службы за XV лет (22 августа 1832)
- Прусский орден Pour le Mérite (1814)[5]

## Семья
Был женат на некой Елизавете. В их доме в Симферополе часто бывали губернатор А. Н. Баранов, писатель Г. В. Гераков, депутат Таврического дворянского собрания А. И. Офрейн, инженер-полковник К. И. Потье.
О детях Нотары известно, что вместе с отцом были похоронены два младенца Степан и Вера.
Сестра Степана Нотары Марфа (1788—1851) была супругой генерала от инфантерии А. Я. Рудзевича. За заслуги мужа 2 декабря 1823 года была пожалована в кавалерственные дамы ордена Св. Екатерины 2-й степени. В 1849 году по желанию императрицы была назначена попечительницей Спасского детского приюта в Симферополе.